# 中国人民解放军陆军合成第一二二旅
合成第一二二旅（英語：122nd Combined Arms Brigade），又称“塔山先鋒”，是中国人民解放军陆军第七十五集团军下辖的一个中型合成旅，驻地广西壮族自治区桂林市。

## 历史概述
2013年7月，本旅由前步兵第一二一师拆分出三六四团与装甲团组建，是为机械化步兵第一二二旅，2017年改为中型合成旅。

## 沿革[2]
参考资料：
| 部隊番號                           | 使用時期                |
| 步兵第三六四团                     | 步兵第三六四团          |
| ---------------------------------- | ----------------------- |
| 东北人民自卫军第二纵队第二旅第一团 | 1945年11月-1946年2月    |
| 东北民主联军第三十一团             | 1946年2月-1948年1月1日  |
| 东北野战军第三十一团               | 1948年1月1日-1948年11月 |
| 中国人民解放军第一二二师第三六四团 | 1948年11月-1960年1月    |
| 步兵第三六四团                     | 1960年1月-1985年4月     |
| 摩托化步兵第三六四团               | 1985年4月-2013年7月     |
| 第一二一师装甲团                   |                         |
| 摩托化步兵第一二一师装甲团         | 1998年10月-2013年7月    |
| 独立成旅（合成第五旅）             |                         |
| 机械化步兵第一二二旅               | 2013年7月-2017年2月     |
| 合成第一二二旅                     | 2017年2月至今           |